# Swjosdny (Perm)
Swjosdny (russisch Звёздный) ist eine „geschlossene“ Siedlung städtischen Typs in der Region Perm in Russland mit 9151 Einwohnern (Stand 14. Oktober 2010).

## Geographie

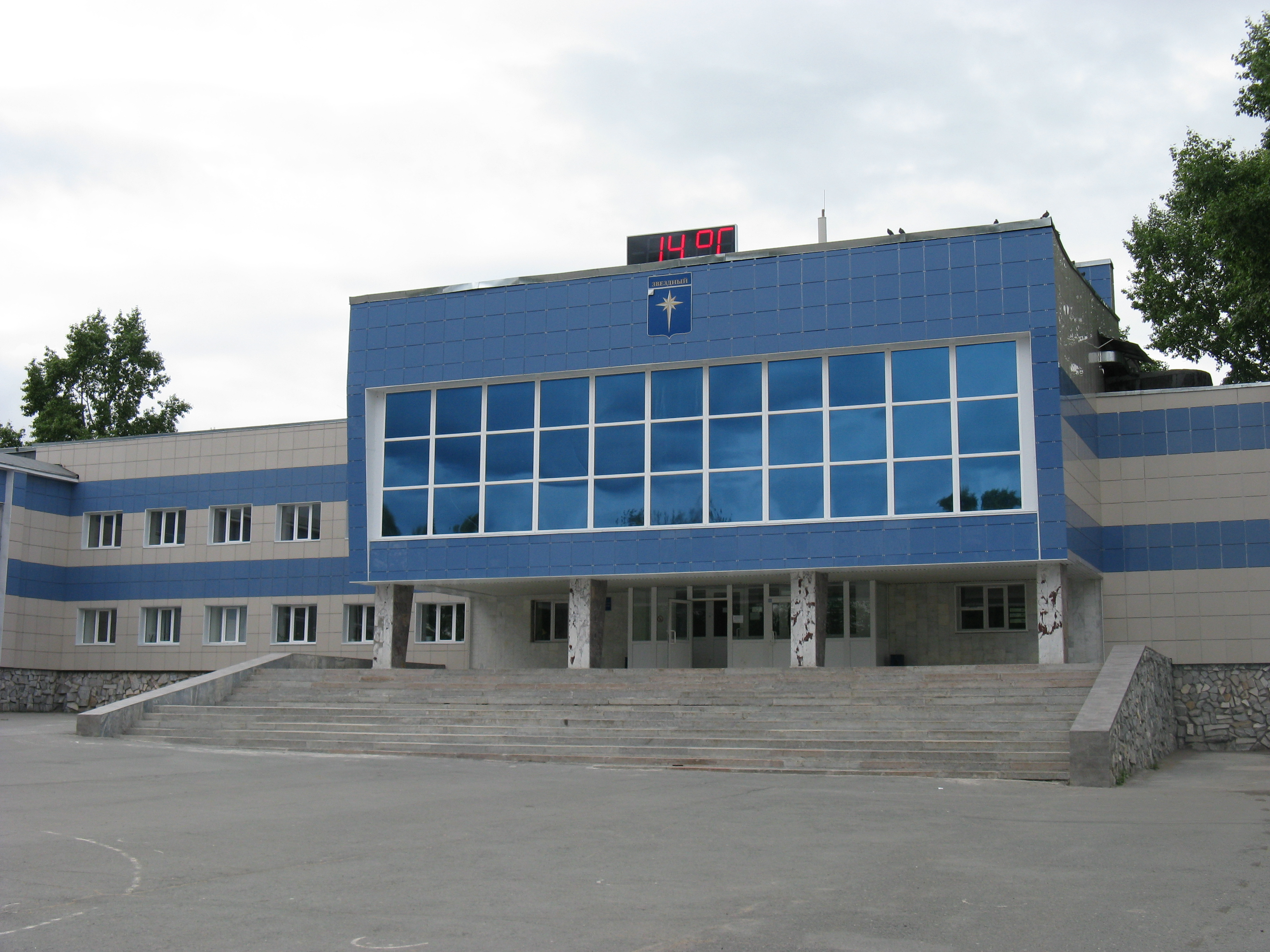
Kulturhaus in Swjosdny

Der Ort liegt etwa 30 km Luftlinie südlich des Regionsverwaltungszentrums Perm im westlichen Vorland des Ural. Er befindet sich am Jug, einem Zufluss des linken Sylwa-Nebenflusses Babka.
Swjosdny bildet als dessen einzige Ortschaft den gleichnamigen Stadtkreis.

## Geschichte
Als Gründungsjahr des Ortes gilt 1961, als dort im Bereich des seit 1931 aufgebauten Militärlagers und -übungsplatzes Berschetski (nach dem 3 km östlich gelegenen Dorf Berschet) die 52. Division der strategischen Raketentruppen zunächst mit R-16-Interkontinentalraketen stationiert und eine zugehörige Wohnsiedlung errichtet wurde.
Die Siedlung erhielt zunächst den Tarnnamen Perm-76 und 1993 mit der teilweisen Aufhebung der Geheimhaltung den Status einer geschlossenen Siedlung städtischen Typs unter dem heutigen Namen, abgeleitet vom russisch swesda für „Stern“.

### Bevölkerungsentwicklung
| Jahr | Einwohner |
| ---- | --------- |
| 2002 | 9628      |
| 2010 | 9151      |

Anmerkung: Volkszählungsdaten

## Verkehr
Beim 3 km östlich gelegenen Berschet befindet sich die Station Jug bei Kilometer 1474 (ab Moskau) der auf diesem Abschnitt 1911 eröffneten und seit 1963 elektrifizierten Hauptstrecke der Transsibirischen Eisenbahn. Dort besteht auch Anschluss an die föderale Fernstraße R242 von Perm nach Jekaterinburg.